# Song Ziwen
Song Ziwen (ur. 4 grudnia 1894 w Szanghaju, zm. 26 kwietnia 1971 w San Francisco), na Zachodzie znany w zlatynizowanej pisowni jako Tse-ven Soong, w skrócie T.V. Soong – chiński biznesmen i finansista, polityk. Pochodził z rodziny metodystycznej, na chrzcie otrzymał imię Paweł. Był synem Charliego Songa, bratem Song Qingling, Song Meiling i Song Ailing, oraz szwagrem Sun Jat-sena, Czang Kaj-szeka i Kong Xiangxi. Ukończył studia na Harvard University oraz Columbia University, gdzie obronił pracę doktorską.
Od 1923 roku związany z Kuomintangiem, stronnik i bliski współpracownik Czang Kaj-szeka. W okresie tzw. dekady nankińskiej (1927–1937) jeden z czołowych oligarchów finansowych wywierających silny wpływ na rządy w państwie. W okresie od 25 września do 4 grudnia 1930 roku premier Chin.
Jako minister finansów w latach 1928–1931 i 1932–1933 oraz dyrektor Bank of China w okresie od 1935 do 1943 roku uzdrowił chińską gospodarkę. Zrównoważył budżet, stworzył nową mennicę, jednolitą walutę opartą na papierowych banknotach, zwalczył inflację oraz wprowadził jednolity system miar i wag. Zniósł także przestarzały podatek lijin.
W latach 1941–1944 ponownie był ministrem finansów, zaś w latach 1942–1945 ministrem spraw zagranicznych. W kwietniu 1945 roku przewodniczył chińskiej delegacji na konferencję założycielską ONZ. W latach 1945–1947 sprawował urząd premiera. Po zwycięstwie komunistów w 1949 roku wyemigrował do Stanów Zjednoczonych. Mieszkał w Nowym Jorku, gdzie był jednym z czołowych działaczy chińskiego lobby. Zmarł w San Francisco na udar mózgu.